# Lattato di etile
Il lattato di etile (o (L)-lattato di etile) è un estere dell'acido lattico e dell'etanolo. È comunemente usato come solvente.
A temperatura ambiente si presenta come un liquido incolore dall'odore fruttato. È un composto infiammabile e irritante.
Questo composto è considerato biodegradabile e può essere utilizzato come sgrassatore lavabile in acqua. Il lattato di etile si trova naturalmente in piccole quantità in un'ampia varietà di alimenti tra cui vino, pollo e vari frutti. L'odore di etil lattato quando diluito è lieve, burroso, cremoso, con sentori di frutta e cocco.
Il lattato di etile è prodotto da fonti biologiche e può essere la forma levogira o la forma destrogira, a seconda dell'organismo che è la fonte dell'acido lattico. Anche il lattato di etile è prodotto industrialmente da giacimenti petrolchimici e questo lattato di etile è costituito dalla miscela racemica. In alcune giurisdizioni, il prodotto naturale è esente da molte restrizioni imposte all'uso e allo smaltimento dei solventi. Poiché entrambi gli enantiomeri si trovano in natura e poiché il lattato di etile è facilmente biodegradabile, è considerato un "solvente verde".
A causa della sua tossicità relativamente bassa, il lattato di etile è comunemente usato in preparazioni farmaceutiche, additivi alimentari e fragranze. L'etil lattato è anche usato come solvente per nitrocellulosa, acetato di cellulosa ed eteri di cellulosa.
L'etil lattato si idrolizza in presenza di acqua e acidi o basi liberando acido lattico ed etanolo.
L'etil lattato può essere usato come cosolvente per produrre condizioni adeguate per la formazione di aril aldimmine.